# Julia Vonderlinn

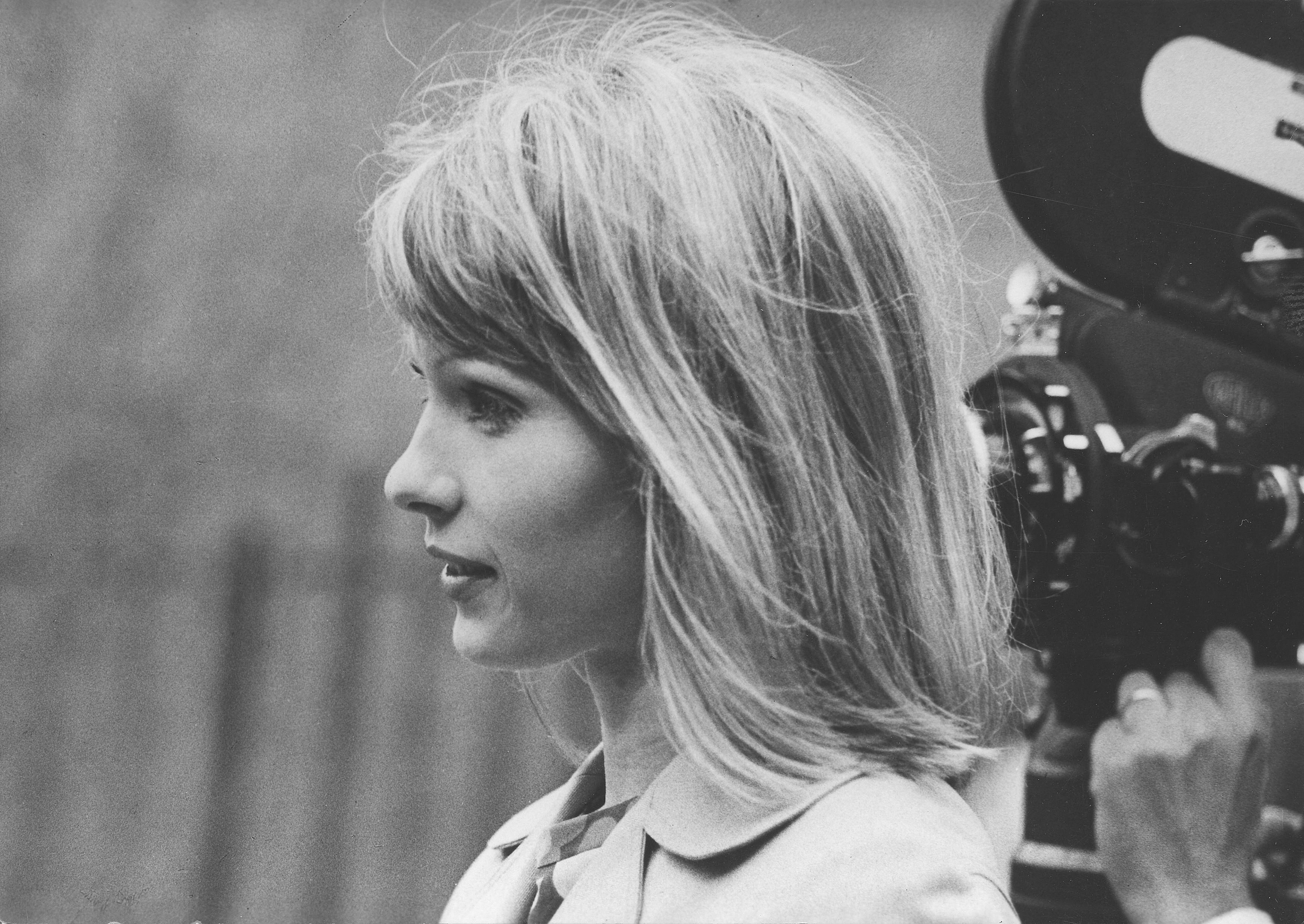
Julia Vonderlinn in der TV-Serie Das Landhaus, 1971

Julia Vonderlinn (* 16. Dezember 1942 in Berlin) ist eine Schweizer Schauspielerin und Teppichkünstlerin.

## Leben
Julia Vonderlinn wurde in Berlin-Charlottenburg geboren. Während acht Wochen war ihre Mutter mit der Tochter und den beiden Söhnen auf der Flucht. 1947 gelangten sie mittellos in die Schweiz. Nach zehn Jahren erhielt die Familie das schweizerische Bürgerrecht. Julia Vonderlinn besuchte zuerst die Ballettschule im Stadttheater Zürich und in Lausanne. 1962 begann sie ihre Ausbildung zur Schauspielerin in der Schauspielschule Linde Strube. Bereits während ihres Studiums wurde sie 1963 von Walter von Schellenberg für die Titelrolle des Stücks Kleiner Engel ohne Bedeutung von Claude-André Puget engagiert. 1964 begann sie am Stadttheater Luzern unter der Leitung von Horst Gnekow ihr Anfängerengagement, das bis 1966 dauerte. In der Folge wurde sie für zahlreiche Rollen in Musicals, Filmen, im Theater am Hechtplatz, am Opernhaus Zürich, im Bernhard-Theater und am Fernsehen engagiert.
1973 gehörte sie zu den Mitbegründern der Avantgarde-Truppe «Snom & Zasch». Ab 1986 war sie Mitglied der freien Truppe «il soggetto». Die Theatertruppe war von Franziska Kohlund und Buschi Luginbühl gegründet worden, wobei sie damit zweierlei erreichen wollten. Einerseits konnten sie auf diese Weise der hastigen Produktion etablierter städtischer Bühnen entgehen, und Theaterstücke verwirklichen, die ihnen am Herzen lagen. Andererseits vermochte Franziska Kohlund ihren Eltern Margrit Winter und Erwin Kohlund, die ehemals berühmte Schauspieler gewesen waren, weiterhin bedeutende Rollen zuhalten und ihnen so ein Alter in Ehren bereiten. 1991 zog sich Julia Vonderlinn von der Bühne zurück. Bei Irma Streich hatte sie 1987 gelernt, Wandteppiche in der Applikationstechnik zu nähen. In mehreren Ausstellungen präsentierte sie ihre Werke. Für die Rolle der Krankenschwester Ruth in Thomas Hostettlers Chesterfield kehrte sie im Jahr 2000 nochmals ans Theater am Hechtplatz zurück.
Seit 2013 wohnt Vonderlinn mit ihrem Ehemann, Fritz Billeter, in Volketswil, Kanton Zürich, in einer umgebauten Fabrik.

## Filmografie (Auswahl)
- 1966: Susy Düggeli in: Polizischt Wäckerli in Gefahr von Schaggi Streuli und Sigfrit Steiner. Regie: Sigfrit Steiner, Kägi-Film AG, Produzent: Walter Kägi[4][5]
- 1983: Elisa in: Dans la ville blanche von Alain Tanner. Regie: Alain Tanner

## Fernsehen (Auswahl)
- 1971: Das Landhaus von Vera Kastmann. Regie: Kurt Früh[6]
- 1974: Im Sunnegrund, Regie: Karl Suter
- 1975: Neugass 25 von Charles Lewinsky und Thomas Hostettler. Regie: Hans Peter Fitzi
- 1980: Völlerei von Gerold Späth und Seb. C. Schröder. Regie: Sebastian C. Schröder
- 1995–1999: Frl. Dr. Schmidlin Fascht e Familie, Serie von Charles Lewinsky; 1. Wahlkampf, Regie: Dalbert Plica. 2. Bwana M’Gogo, Regie: Norbert Schulze. 3. Alles Gute, lieber Rolf, Regie: Stephan Huber. 4. Nie mehr Esoterik, Regie: Norbert Schulze.

## Theater (Auswahl)
- 1963: Engel Myrièle in: Kleiner Engel ohne Bedeutung von Claude-André Puget. Regie: Walter von Schellenberg. Kurtheater Baden und Tournee
- 1967: Silberhaar in: Silberhaar und Albatross, Bühnenmärchen in drei Akten mit Musik von Leo Nadelmann. Regie: Leo Nadelmann. Opernhaus Zürich
- 1969: Cuca in: Die Nacht der Mörder von José Triana. Regie: Maria von Ostfelden. Theater an der Winkelwiese, Zürich
- 1970: Clown Pulcinella in: Das Zirkusabenteuer, Märchen von Ambrose Brown Raoul Baerlocher. Hechtplatz-Theater, Zürich
- 1973: Don in: Manuel und die Giraffen von H. Formann. Regie: Peter Schweiger. Theater Claque, Baden
- 1973: Dadaistische und neodadaistische Lautgedichte vorgetragen. In: Originale von Karlheinz Stockhausen. Regie: Peter Schweiger und Armin Brunner, Stadthof 11, Zürich  und Kunsthaus Aarau
- 1973: Mit der Truppe Snom & Zasch (Peter Schweiger, Daniel Fueter, Werner Bärtschi, Beatrice Rolli, Julia Vonderlinn) verschiedene Avantgarde-Konzerte. Zürich, Wien, Aarau
- 1974: Betty in: s’Riibise von Barillet und Grédy. Regie: Franz Matter. Hechtplatz-Theater, Zürich
- 1975: Lelia in: Und sie legen den Blumen Handschellen an von Fernando Arrabal. Regie: Jean Grädel. Theater Claque Baden, Theater Chur
- 1976: Originale, Sechs-Stunden-Konzert von Karlheinz Stockhausen. Theater 11 Zürich, Interpretin von Kurt Schwitters Husten-Scherzo, Nies-Scherzo, Obervogelgesang
- 1976: Rosenthal-Feierabendhaus, Deutschland Musik für ein Gropius-Haus, Lautgedichte vorgetragen. Kurt Schwitters: Largo aus Ursonate, Scherzo aus Ursonate, Karlheinz Stockhausen: diff-daff / ba-u, Kurt Schwitters: Niss-Scherzo, Husten Scherzo, Obervogelgesang.
- 1978: Carmen in: Rabeneck von Hans Gmür. Regie: Richard Münch. Hechtplatz-Theater Zürich
- 1981: Hilda in: Ein ganz normal verrückter Mann von Frau Kulenkampff. Regie: Hans-Joachim Kulenkampff. Theater Kaufleuten Zürich und Tournee
- 1982: Dodo Fischer in: Lady-Päng von Hans Gmür. Regie: Jürgen Wölfer. Hechtplatz-Theater, Zürich
- 1983: Evelyne Specht in: Tiger Falle von Hans Gmür. Regie: Jürgen Wölfer. Hechtplatz-Theater, Zürich
- 1985: Susanne Steiner in: Der Kurgast von Peter Zeindler. Regie: Franziska Kohlund. Hechtplatz-Theater, Zürich
- 1986: Zofe Anne in: Mary Stuart von Wolfgang Hildesheimer. Theatertruppe il soggetto. Regie: Franziska Kohlund. «Rössli» Stäfa und Tournee
- 1987: Miriam in: Tokio Hotel von Tennessee Williams. Regie: Christian Kraut. Bremgartner Spittel-Theater
- 1988: Silly Dünkel, Ezechiel Schlitzer in: Juxtitia von Ben Jonson. Theatertruppe il soggetto. Regie: Franziska Kohlund. Opernhaus Zürich und Tournee
- 1989: Alka in: Philemon und Baukis von Leopold Ahlsen. Theatertruppe il soggetto. Regie: Franziska Kohlund. «Rössli» Stäfa, Moskau, Riga / Lettland und Tournee
- 1989: Verschiedene Rollen in: Mr. Pilk’s Madhouse von Leopold Ahlsen. Theatertruppe il soggetto. Regie: Franziska Kohlund. Theaterhaus Gessnerallee, Zürich und Tournee
- 1990: Regan in: King Lear von William Shakespeare. Theatertruppe il soggetto. Regie: Franziska Kohlund. Theaterhaus Gessnerallee, Zürich
- 1991: Anna in: Und ich von Maria Pacôm und Urs Widmer. Regie: Rolf Lyssy. Hechtplatz Theater, Zürich

## Musical
- 1974: Lussy in: Holiday in Switzerland von Karl Suter, Hans Gmür und Max Rüeger. Regie: Karl Suter. Corso Theater. Zürich
- 1977: Verschiedene Rollen in: Happi Börsday von Hans Gmür. Regie: Karl Suter. Stadthof 11, Zürich
- 1980: Fräulein Dr. Sonja Wernli in: Wachtmeister Rösli von Hans Gmür. Regie: Jörg Schneider. Bernhard Theater, Zürich

## Zitate aus Theater-, Fernsehen- und Musicalkritiken
- «… Vom Engelchen Myrièle der Juliana Vonderlinn ging jene geheimnisvolle Vibration aus, die das Publikum und die übrigen Darsteller mitriss. […] Wer […] ein paar Tränen in die Augen bekam, der brauchte sich ihrer nicht zu schämen. Juliane Vonderlinn zwang mit ihrer Kunst zur Teilnahme und zur Anteilnahme. …».[7]
- «… Die eigentliche Überraschung des Abends in schauspielerischer Hinsicht war Juliane … Eine naive Komödiantin voller Schalk und einem natürlich wirkenden Charme. Sie ist voller seelischer Präsenz …»[8]
- Beatrice von Matt: «Als Komödiantin par excellence erwies sich Juliana Vonderlinn, welche Cuca, die differenzierteste Gestalt des Dramas, spielte. Sie verfügte über einen erstaunlichen Reichtum von Tönen und wirkte lange als unfassbares, ebenso naives, wie überlegenes, wie ebenso grausames, wie gütiges Monster, das bei seiner äusserlichen Zartheit und Kindlichkeit um so mehr irritierte.»[9]
- Hans Heinz Holz: «Juliana Vonderlinn, die mit harter heiserer Stimme eine von Hysterie geschüttelte junge Frau spielte, die durch und durch von Bosheit zerfressen ist – eine Lady Macbeth im Vorstadtformat.»[10]
- Bruno Schnyder: «… Julia Vonderlinn soll an dieser Stelle für ihre Glanzleistung ganz besonders erwähnt werden, denn die Ausdruckskraft ihrer Stimme und ihrer Bewegungen sind wohl unübertreffbar.»[11]
- «Vergnüglich ist es auch zu beobachten, wie Julia Vonderlinn die zwischen Verklemmtheit und Neugier schwankende Tochter mit Sinn für Komisches und Komödiantisches zeichnet.»[12]
- «Der Film lebt ausschliesslich von den schauspielerischen Fähigkeiten der Hauptdarstellerin Julia Vonderlinn. Sie verkörpert glaubhaft eine selbstbewusste, moderne, emanzipierte Frau, die weiss, was sie will.»[13]
- «Besonders angenehm fällt Julia Vonderlinn auf, beherrscht sie doch mit Charme und Talent das Tanzen, Singen und Darstellen.»[14]

## Ausstellungen
- 1993: Wandteppiche von Julia Vonderlinn, Bernhard Theater, Zürich
- 1994: «Traum und Trauma», Galerie Siebzehn, Wädenswil
- 1995: Wandteppiche Julia Vonderlinn, Puschkin / St. Petersburg
- 1996: «Druk, Upali, Ceyla usw.» Galerie Kyrimis, Zürich
- 1998: «Titanic – Packeis – de Luxe» Galerie Kyrimis, Zürich
- 2001: «Himmel, Erde, Hölle.» Julia Vonderlinn und Fili Marisa Bronzini. Galerie Studio 10, Chur
- 2003: Wandteppiche in Applikationstechnik, Sala Espositiva di Piazza Matteotti, Castelnuovo, Val die Cecina (PI) Italien